# كاثرين بورنس
كاثرين بورنس (بالإنجليزية: Catherine Burns)(25 سبتمبر 1945 – 2 فبراير 2019م) كانت ممثلة أمريكية في المسرح والسينما والإذاعة والتلفزيون. رُشِّحَتْ لجائزة الأوسكار لأفضل ممثلة مساعدة عن أدائها في فيلم "الصيف الماضي" (1969).

## البدايات
وُلدت بيرنز ونشأت في مانهاتن. التحقت بمدرسة هنتر كوليدج الثانوية، ثم كلية هانتر، والأكاديمية الأميركية للفنون المسرحية.

## المسيرة المهنية
بدأت بيرنز مسيرتها الاحترافية في التمثيل من خلال إنتاج تلفزيوني لمسرحية "البوتقة" (1967) من إخراج ديفيد ساسكايند. ظهرت لأول مرة على مسرح برودواي عام 1968 في مسرحية "ذروة الآنسة جين برودي"، والتي نالت عنها جائزة كلارنس ديروينت. كما شاركت في مسرحية "عملية سايدويندر" (1970) على برودواي.
كان أول ظهور لها على الشاشة عام 1969 في "فيلم الصيف الماضي"، حيث أدت دور "رودا"، الفتاة الحساسة والمحافظة، ونالت عن هذا الدور إشادة نقدية واسعة، ورُشِّحَتْ لجائزة الأوسكار لأفضل ممثلة مساعدة. وعلى الرغم من هذا النجاح، لم تظهر بيرنز في أي فيلم سينمائي آخر بعد عام 1971، عندما كانت في السادسة والعشرين فقط من عمرها.
من بين أعمالها السينمائية الأخرى: "أنا، ناتالي" (1969) و"سماء حمراء في الصباح" (1971).

## التلفزيون
كان أول ظهور تلفزيوني لبيرنز في دور "ماري وارن" في إنتاج لمسرحية آرثر ميلر "البوتقة" (1967). ثم ظهرت بدور "كاثي كريغ" الأصلي في المسلسل التلفزيوني "حياة واحدة لنعيشها" عام 1969. من بين أعمالها التلفزيونية الأخرى: نسخة تلفزيونية من مسرحية آرثر ميلر "ذكرى يومي اثنين" (1974)، المسلسل القصير الكلمة (1978)، بالإضافة إلى ظهورها كضيفة في مسلسلات مثل حب، الأسلوب الأمريكي، آدم-12، الطوارئ!، فرقة الشجعان، الشرطية، عائلة والتون، والمرأة الآلية. استمرت في الظهور على التلفزيون خلال السبعينيات وحتى منتصف الثمانينيات، حين تحولت من التمثيل إلى الكتابة.

## الكتابة
ألفت بيرنز كتاب أطفال بعنوان "طائر الشتاء"، ونُشر عن طريق Windmill Books عام 1971. وتدور قصته حول طائر صغير يبقى في الشمال، بينما تهاجر الطيور الأخرى إلى الجنوب، ليكتشف أسلوب حياة جديدًا وسط عالم غريب من خيول الكاروسيل. كما كتبت سيناريوهات أفلام ومسرحيات، وباعت نصوصًا درامية للمسلسل التلفزيوني ضوء التوجيه الذي تنتجه شبكة سي بي إس CBS عام 1989.

## الحياة الشخصية والوفاة
تزوجت بيرنز من كينيث شاير في يونيو 1989. في ذلك الوقت كانت تعيش في الجانب الغربي الأعلى من مانهاتن. في وقت لاحق من حياتها، عاشت مع شاير في مجتمع تقاعدي بمدينة ليندن بولاية واشنطن. لا يُعرف الكثير عن حياة بيرنز بعد انتهاء مسيرتها التمثيلية؛ وقد صرح شاير بأنها كانت تكره الشهرة والتدقيق المرتبطين بها، وقال: "لقد كرهت الفيلم [الصيف الماضي]... وكل ما ترتب عليه تقريبًا. كانت تود أن تُذكر ككاتبة روائية منشورة."
كشف مقال نُشر عام 2020 في هوليوود ريبورتر، استنادًا إلى سجلات الصحة بولاية واشنطن، أن بيرنز توفيت عن عمر يناهز 73 عامًا في 2 فبراير 2019، نتيجة مضاعفات بعد سقوطها في المنزل، وكان تليف الكبد عاملًا مساهمًا في الوفاة..

## جوائز وترشيحات
حصلت على جوائز منها:
- جائزة المسرح العالمي (1970).[4]

ترشحت لـ:
- جائزة الأوسكار لأفضل ممثلة مساعدة، عن عمل: Last Summer (1969 film) [الإنجليزية]‏ (1969).

## وصلات خارجية
- كاثرين بورنس على موقع IMDb (الإنجليزية)
- كاثرين بورنس على موقع ألو سيني (الفرنسية)
- كاثرين بورنس على موقع أول موفي (الإنجليزية)
- كاثرين بورنس على موقع قاعدة بيانات برودواي على الإنترنت (الإنجليزية)
- كاثرين بورنس على موقع قاعدة بيانات الأفلام السويدية (السويدية)
- كاثرين بورنس على موقع إن إن دي بي (الإنجليزية)
- كاثرين بورنس على موقع قاعدة بيانات الفيلم (الإنجليزية)
- كاثرين بورنس على موقع كينوبويسك (الروسية)